# کبری خان
رابعه خان، معروف به نام هنری کبری خان (زادهٔ ۱۶ ژوئن ۱۹۹۳)، بازیگر بریتانیایی-پاکستانی است. او اولین بازی خود را در سال ۲۰۱۴ در فیلم کمدی دلهره‌آور پاکستانی نامعلوم افراد (۲۰۱۴) انجام داد. نقش‌های تلویزیونی او شامل مجموعه‌ای از پروژه‌ها، از جمله سنگ مرمر (۲۰۱۶)، الف الله اور انسان (۲۰۱۷)، مقابل (۲۰۱۷)، الف (۲۰۱۸) و غیره است. خان در حال حاضر در مجموعهٔ سنگ ماه، محصول شبکهٔ تلویزیونی هُم، در نقش شهرزاد ظاهر می شود.